# Жан-Батист Кверюель
Жан-Батист Кверюель (фр. Jean-Baptiste Quéruel; 23 листопада 1779, Сен-Кантен-ле-Шардонне — 20 червня 1845, Теншебре) — був французьким винахідником способу промислового виробництва цукру з буряка.

## Біографія
Жан-Батист Кверюєль народився 23 листопада 1779 року в містечку Сен-Кантен-ле-Шардонне (кантон Тінчебрей) в нинішньому департаменті Орн. Його рідний дім все ще існує.
Близько 1809 року він найнявся до Бенджаміну Делессерта на його цукрову мануфактуру в Пассі (нині в 16-му окрузі Парижа). У зв'язку з цим, в кінці 1811 року, він зазначив, що розробив процес переробки, який, нарешті, дозволив зробити в промислових масштабах цукор з буряка. Вперше поштовх до виготовлення цього нового цукру був безумовно даний: він поставляється у вигляді хліба конічної форми білого або наближається кольору. Продаж цієї цукрової булки здійснювався під синьою запечатаною упаковкою більше століття.
22 квітня 1815 Кверюєль одружився в Парижі на Франсуазі Марі Лебоді, дочки П'єра і Марі Жанни Лебоді Гальє, двоюрідній сестрі відомого сімейства цукрових фабрикантів Лебоді. 
Кверюєль помер 20 червня 1845 року в своєму будинку Ла-Бішетьєр в Тіншбрі і був похований разом з дружиною на кладовищі Ле-Монтьє. Місце його народження досі збереглося. 

## Пам'ять
- Його ім'ям була названа вулиця Тинчебре.